# Цифрова бібліотека ООН
Цифрова бібліотека ООН — основна бібліографічна база даних Організації Об'єднаних Націй, заснована в 1979 році. Вона складається з документів і публікацій ООН та інших організацій, задокументованих Бібліотекою імені Дага Гаммаршельда шістьма мовами: англійською, арабською, іспанською, китайською, російською, французькою та англійською. Однак для мови файлів використовується англійська. Вона використовує протокол зв'язку Secure Electronic Transmission Permitted і є єдиною цифровою бібліотекою ООН.
База даних регулярно поповнюється документами Генеральної Асамблеї ООН, Ради Безпеки та Економічної та Соціальної Ради ООН. Усі гіперпосилання підключені до Системи офіційної документації ООН (ODS) для отримання доступу до документів без пароля, включаючи мовні посилання.
Вона зберігає записи в цифровому форматі з 1982 року по теперішній час на різні теми, включаючи голосування, бібліографічні файли, файли промов, повні тексти резолюцій ООН, символ серії документів, тезаурус UNBIS (словник або енциклопедія) і авторитетні джерела.

## Особливості
Вона надає пов'язані дані, пов'язані з документом, у тексті бази даних. Користувач може отримати інформацію, застосувавши пошуковий фільтр за установами, органами ООН та типом документа англійською мовою. Система також надає сповіщення про появу нового контенту (сповіщення). Під час пошуку документа також доступна функція пошуку за датою публікації.

## Документи
Бібліотека містить близько 1 мільйона метаданих, доступних 6 мовами. Щорічно оцифровується тисяча публікацій різного типу, включаючи резолюції, звіти генерального секретаря, «протоколи засідань, річні звіти, порядок денний, списки учасників, набори статистичних даних і програмні документи».